# Golden Shoulders
Golden Shoulders es una banda indie rock de Nevada City, California. Formada en 2001 por Adam Kline, el grupo ha ido cambiando de miembros a lo largo de su existencia, y ha contado con varias colaboraciones de artistas destacados como Joanna Newsom, Josh Klinghoffer, Vincent Gallo, Beck, o PJ Harvey.
Golden Shoulders ha lanzado tres álbumes, Let My Burden Be (2002), Friendship is Deep (2004) y Get Reasonable (2009), y un EP, Kin (2006).

## Discografía
Álbumes de estudio
- Let My Burden Be  (22 de octubre de 2002)
- Friendship Is Deep  (23 de octubre de 2004)
- Get Reasonable (5 de mayo de 2009)

EP
- Bee 17  (8 de junio de 2005)
- KIN  (22 de agosto de 2006)